# L'Homme qui aimait les fleurs
L'Homme qui aimait les fleurs (titre original : The Man Who Loved Flowers) est une nouvelle de Stephen King qui fait partie du recueil Danse macabre publié en 1978. Elle est parue initialement en 1977 dans le mensuel américain Gallery.

## Résumé
À New York, en mai 1963, un jeune homme se promène sur la Troisième Avenue. Son expression est celle d'un homme transi d'amour, et les passants qui le croisent se sentent gagnés par ce sentiment. Le jeune homme s'arrête chez un fleuriste et lui achète un bouquet de roses pour une jeune femme prénommée Norma.
Le jeune homme s'engage dans des petites rues. Il croit voir Norma et l'appelle pour lui offrir les fleurs. Alors que la jeune femme lui explique qu'il fait erreur, il sort un marteau de sa poche et la tue. D'après ses pensées confuses, on comprend que Norma est morte depuis dix ans et qu'il a déjà tué cinq autres femmes qui n'étaient pas Norma. Le jeune homme reprend sa route, persuadé de trouver Norma un jour.

## Genèse
La nouvelle a été publiée initialement dans le numéro d'août 1977 du magazine Gallery. Elle est ensuite parue dans le recueil Danse macabre.

## Thèmes
Pour Michael R. Collings, cette nouvelle fait partie d'une série de quatre histoires du recueil Danse macabre qui jouent chacune avec « un élément fondamental de la vie contemporaine », la peur de la violence dans ce cas particulier.